# Пери, Элиэзер
Элиэзер Пери (ивр. אליעזר פרי‎; при рождении Элиэзер Вильдер; 2 февраля 1902, Сурохув, Ярославский повят — 1 декабря 1970, Израиль) — израильский политик, депутат кнессета от партии «МАПАМ» 1-го и 2-го созывов.

## Биография
Родился 2 февраля 1902 года в Сурохуве Королевство Галиции и Лодомерии (ныне Польша) в семье Шмуэля Вильдера и его жены Лии. Окончил польскую гимназию во Львове. В юности стал членом движения «Ха-Шомер» (позже «Ха-шомер ха-цаир»), в 1920-е был секретарем движения в Галиции.
В 1926 году репатриировался в Подмандатную Палестину, осушал болота в районе Зихрон-Яакова и работал грузчиком в порту Хайфы, а в 1929 году стал членом рабочего совета Хайфы. Был членом кибуцного движения и одним из основателей кибуца Мерхавия. Был членом Гистадрута.
В 1930 году направлен Гистадрутом и «Ха-шомер ха-цаир» в Европу. В 1933—1949 годах член совета и исполнительного комитета Гистадрута. В 1943 году был среди основателей газеты «Аль ха-Мишмар». В 1944 году избран депутатом Законодательного собрания Подмандатной Палестины.
В 1949 году был избран депутатом кнессета 1-го созыва, а в 1951 году переизбран депутатом кнессета 2-го созыва. В разные годы был членом комиссии по образованию и культуре, комиссии по внутренним делам и комиссии по услугам населению.
После объединения «МАПАМ» с партией Авода в блок «Маарах» в 1969 году покинул партию.
Умер 1 декабря 1970 года.